# A Vida de Pi (romance)
A Vida de Pi (Life of Pi, em inglês) é um romance de aventura e fantasia de Yann Martel que foi publicado pela primeira vez em 2001.
O romance foi rejeitado por pelo menos cinco editoras de Londres, antes de ser aceito pela Knopf Canadá que o publicou em setembro de 2001. A edição britânica ganhou o Prémio Man Booker no ano seguinte.
À época da premiação, Martel foi acusado de plágio, por sua história ter muitos pontos similares a um conto do livro Max e os Felinos, do escritor gaúcho Moacyr Scliar. Posteriormente, Martel admitiu ter se baseado na mesma premissa do livro brasileiro e inseriu uma nota de agradecimento no prefácio de sua obra.
Em A Vida de Pi, uma família indiana vegetariana e dona de um jardim zoológico está com graves problemas econômicos e decide mudar-se para o Canadá em um barco. Após o naufrágio do barco, o rapaz sobrevive e encontra-se perdido no oceano, dividindo um bote com um tigre, uma hiena, um orangotango e uma zebra. A hiena mata a zebra e o orangotango; o tigre come a hiena, mas é domesticado pelo rapaz. Ele vê-se obrigado a comer peixes e alguns animais em uma ilha flutuante. A história é narrada pelo rapaz, já adulto e sóbrio.

## Adaptação para o cinema
Em 2012, o escritor David Magee adaptou o livro para o cinema. A longa-metragem foi dirigida por Ang Lee com lançamento em 21 de dezembro de 2012 no Brasil.        